# Christian Clemens
Christian Clemens (Colonia, 4 agosto 1991) è un ex calciatore tedesco, di ruolo centrocampista.

## Carriera
Il 17 giugno 2013 il giocatore si trasferisce dal Colonia allo Schalke 04 per 2,8 milioni di euro, firmando un contratto quadriennale.

## Statistiche

### Presenze e reti nei club
Statistiche aggiornate al 20 maggio 2017.
| Stagione          | Squadra           | Campionato        | Campionato | Campionato | Coppe nazionali | Coppe nazionali | Coppe nazionali | Coppe continentali | Coppe continentali | Coppe continentali | Altre coppe | Altre coppe | Altre coppe | Totale | Totale |
| Stagione          | Squadra           | Comp              | Pres       | Reti       | Comp            | Pres            | Reti            | Comp               | Pres               | Reti               | Comp        | Pres        | Reti        | Pres   | Reti   |
| ----------------- | ----------------- | ----------------- | ---------- | ---------- | --------------- | --------------- | --------------- | ------------------ | ------------------ | ------------------ | ----------- | ----------- | ----------- | ------ | ------ |
| 2009-2010         | Colonia II        | RL                | 10         | 0          | -               | -               | -               | -                  | -                  | -                  | -           | -           | -           | 10     | 0      |
| ago.-dic. 2010    | Colonia II        | RL                | 1          | 0          | -               | -               | -               | -                  | -                  | -                  | -           | -           | -           | 1      | 0      |
| Totale Colonia II | Totale Colonia II | Totale Colonia II | 11         | 0          |                 | -               | -               |                    | -                  | -                  |             | -           | -           | 11     | 0      |
| 2010-2011         | Colonia           | BL                | 27         | 2          | CG              | 3               | 0               | -                  | -                  | -                  | -           | -           | -           | 30     | 2      |
| 2011-2012         | Colonia           | BL                | 31         | 5          | CG              | 2               | 0               | -                  | -                  | -                  | -           | -           | -           | 33     | 5      |
| 2012-2013         | Colonia           | ZL                | 31         | 6          | CG              | 2               | 1               | -                  | -                  | -                  | -           | -           | -           | 33     | 7      |
| 2013-2014         | Schalke 04        | BL                | 11         | 0          | CG              | 2               | 0               | UCL                | 5                  | 0                  | -           | -           | -           | 18     | 0      |
| 2014-gen. 2015    | Schalke 04        | BL                | 8          | 0          | CG              | 1               | 0               | UCL                | 1                  | 0                  | -           | -           | -           | 10     | 0      |
| Totale Schalke 04 | Totale Schalke 04 | Totale Schalke 04 | 19         | 0          |                 | 3               | 0               |                    | 6                  | 0                  |             | -           | -           | 28     | 0      |
| gen.-giu. 2015    | Magonza           | BL                | 9          | 1          | CG              | -               | -               | -                  | -                  | -                  | -           | -           | -           | 9      | 1      |
| 2015-2016         | Magonza           | BL                | 28         | 5          | CG              | 1               | 1               | -                  | -                  | -                  | -           | -           | -           | 29     | 6      |
| 2016-gen. 2017    | Magonza           | BL                | 3          | 0          | CG              | 1               | 0               | UEL                | 2                  | 0                  | -           | -           | -           | 6      | 0      |
| Totale Magonza    | Totale Magonza    | Totale Magonza    | 40         | 6          |                 | 2               | 1               |                    | 2                  | 0                  |             | -           | -           | 44     | 7      |
| gen.-giu. 2017    | Colonia           | BL                | 12         | 1          | CG              | -               | -               | -                  | -                  | -                  | -           | -           | -           | 12     | 1      |
| Totale Colonia    | Totale Colonia    | Totale Colonia    | 101        | 14         |                 | 7               | 0               |                    | -                  | -                  |             | -           | -           | 108    | 14     |
| Totale carriera   | Totale carriera   | Totale carriera   | 171        | 20         |                 | 12              | 2               |                    | 8                  | 0                  |             | -           | -           | 191    | 22     |

## Palmarès

### Club

#### Competizioni nazionali
- 2.Bundesliga: 1

Colonia: 2018-2019